# Torkesviken
Torkesviken är ett kommunalt naturreservat i Karlskoga kommun i Örebro län.
Området är naturskyddat sedan 2001 och är 48 hektar stort. Reservatet är ett skogsområde i nordöstra Karlskoga väster om Svartälven.